# Claudia Ruiz Massieu
Pour les articles homonymes, voir Ruiz et Massieu.
Claudia Ruiz Massieu Salinas, née le 10 juillet 1972, est une avocate et femme politique mexicaine.

## Biographie
Claudia Ruiz Massieu Salinas est la fille de l'ancien gouverneur de Guerrero José Francisco Ruiz Massieu (es), assassiné en 1994, et la nièce de l'ancien président mexicain Carlos Salinas de Gortari (dont le frère Raúl Salinas de Gortari a passé dix ans en prison, pour avoir été jugé coupable de l'assassinat de José Francisco Ruiz Massieu).
Membre du Parti révolutionnaire institutionnel, elle est députée lors des LIXe et LXIe législatures du Mexique, de 2003 à 2006 puis de 2009 à 2012 respectivement
Fin 2012, elle est nommée secrétaire du Tourisme par le président Enrique Peña Nieto. Elle occupe ce poste jusqu'à sa nomination, le 27 août 2015, au poste de secrétaire des Affaires étrangères. Elle occupe ce poste jusqu'au 4 janvier 2017.